# Османская Албания
Османская Албания (алб. Shqipëria nën Perandorinë Osmane, осман. آرناوودلق‎, тур. Arnavudluk) — период истории Албании, продолжавшийся с 1385 по 1912 годы, когда она находилась под властью Османской империи.

## Административное деление
Территория Османской Албании делилась на:
1. вилайет Шкодер
2. вилайет Косово
3. вилайет Янина
4. вилайет Монастир

## Османское владычество
После битвы при Савре в 1385 году Сербия фактически стала вассалом Османской империи. В 1402 году на Анатолию напал Тамерлан, тем самым ослабив воздействие Турции на страну, и спровоцировав в Османской империи междуцарствие.
В 1453 году турки-османы возобновили своё движение на запад и захватили Константинополь.
Захватив Албанию, османы ввели поголовную дань, взяли много пленных и заставили албанцев войти в вассальную армию султана.
Когда в Албании начала разгораться освободительная война, вождь повстанцев Скандербег принял католицизм и объявил «священную войну» против турок. Правительство Скандербега было неустойчивым и большое количество людей переходили на сторону османов.
Албанцы-францисканцы, жившие в Италии, значительно повлияли на сохранение католичества в Албании, проповедуя религию в северных регионах страны.

### XVIII век
В XVIII веке многие албанцы выгодно сотрудничали с Портой. Османский паша Мустафа Решит Паша стал взаимодействовать с албанскими горцами и бо́льшая часть Албании оказалась под его контролем. Порта попыталась применить на этой территории политику типа «разделяй и властвуй», но чуть не лишилась Албании.

### XIX век
В XIX веке значительное количество албанцев эмигрировало в Румынию, Египет, Болгарию, Стамбул, южную Италию и США.

### XX век
Во время первой Балканской войны в 1912 году территория Албании была освобождена и турки признали её как автономию.
Многие янычары, служившие охранниками у османских чиновников, были албанцами по национальности.